# Alsophylax tadjikiensis
Alsophylax tadjikiensis är en ödleart som beskrevs av  Golubev 1979. Alsophylax tadjikiensis ingår i släktet Alsophylax och familjen geckoödlor. Inga underarter finns listade i Catalogue of Life. Det är en endemisk art som finns i södra Tadzjikistan.